# Papulia
Papulia (en griego, Παπούλια) es un pueblo de Mesenia (Grecia). Administrativamente pertenece al municipio de Pilos-Néstor y la unidad municipal de Pilos. En el año 2011 contaba con una población de 103 habitantes.

## Arqueología
Cerca de este pueblo, junto a la iglesia de Agios Ioannis, hay un yacimiento arqueológico que fue excavado entre 1954 y 1955 por Spyridon Marinatos.
En él se han encontrado los restos de un importante túmulo del periodo Heládico Medio. Una característica singular del mismo es la presencia de una estructura en forma de herradura en el centro. Entre los hallazgos más destacados se hallan varias pithoi funerarias, una de las cuales mide 2,18 m, por lo que es la más grande que se ha encontrado en Grecia continental. 
También se ha hallado otra tumba abovedada más pequeña, del periodo Heládico Tardío, que contenía dos enterramientos y restos de fuego.